# Relevanztheorie
Die Relevanztheorie ist eine sprachwissenschaftlich geprägte Kognitionstheorie, die von Dan Sperber und Deirdre Wilson im Jahre 1986 entwickelt wurde. Sie baut auf der Konversationsmaxime der Relevanz von Paul Grice auf, verzichtet jedoch auf sein Kooperationsprinzip und stellt stattdessen zwei eigene Relevanzprinzipien auf. Wie die Theorie von Paul Grice liefert die Relevanztheorie ein Inferenzmodell für kommunikative Abläufe.

## Relevanzprinzipien
Die Relevanztheorie stellt zwei grundlegende Prinzipien auf: Das kognitive Relevanzprinzip und das kommunikative Relevanzprinzip. Das kognitive Relevanzprinzip besagt, dass menschliche Kognition auf Relevanzmaximierung ausgerichtet ist. Dies liegt an der Art und Weise, wie sich unser kognitives System entwickelt hat: Selektionsdruck in Richtung höherer Effizienz hat dazu geführt, dass dieses System automatisch potentiell relevante Reize aufnimmt und unser Verarbeitungssystem automatisch relevante Schlüsse daraus zieht. Das kommunikative Relevanzprinzip besagt, dass Äußerungen stets die Erwartung erzeugen, relevant zu sein. Der Grund für dieses Prinzip ist die Tatsache, dass jede Äußerung ein ostensiver Reiz ist, ein beobachtbares Ereignis, das produziert wurde, um Aufmerksamkeit auf sich zu ziehen. Ein Sprecher ermutigt seine Zuhörer anzunehmen, dass seine Äußerung relevant ist.

## Definition von Relevanz
Relevanz ist in der Relevanztheorie als Funktion von Verarbeitungskosten (processing effort) und kognitivem Effekt (positive cognitive effect) definiert. Die Verarbeitungskosten sind ein Maß für den Aufwand, den ein Hörer oder Rezipient einer Äußerung oder Information betreiben muss, um sie aufzunehmen und nutzbar zu machen. Ein (positiver) kognitiver Effekt wird erreicht, wenn eine Information für die Situation, in der sich ein Rezipient befindet, besonders wichtig ist oder eine signifikante Änderung in der Repräsentation der Umwelt des Rezipienten ausgelöst wird. Je geringer die Verarbeitungskosten und je höher der kognitive Effekt eines Reizes, desto relevanter ist dieser Reiz.
Wenn beispielsweise ein Bahnreisender ohne Kenntnis des Fahrplans am Bahnsteig einen Fremden anspricht und die Frage stellt, wann der nächste Zug an diesem Gleis ankommt, so kann der Bahnreisende verschiedene Antworten bekommen:
1. "Irgendwann nach zwei Uhr."
2. "Um 15:30 Uhr."
3. "9000 Sekunden nach ein Uhr."

Antwort 1 ist ungenau und liefert einen geringeren positiven Effekt für den Bahnreisenden, der nach dieser Antwort immer noch nicht weiß, wann die Bahn genau ankommt. Antwort 3 ist logisch äquivalent zu Antwort 2, jedoch bedeutet die Umrechnung von Sekunden in Stunden und Minuten große Verarbeitungskosten. Antwort 2 ist somit die relevanteste Antwort, die der Bahnreisende erhalten kann.

## Anwendung der Theorie
Wenn zwei Individuen miteinander kommunizieren, sind sie beide relevanzgesteuert. Der Hörer einer Äußerung verarbeitet sie nach dem kommunikativen Relevanzprinzip. Der Sprecher weiß das und versucht seinen Fähigkeiten und seiner Bereitschaft entsprechend seine Äußerung relevant zu gestalten. Die Möglichkeit, das Hörerverhalten vorherzusagen, ist an die Theory of Mind angelehnt. Um von einer Äußerung zu einer Information zu gelangen, die für die aktuelle Situation oder das aktuelle Gesprächsthema von Bedeutung ist, durchläuft ein Hörer eine Prozedur ähnlich der Inferenzkette bei dem Griceschen Kooperationsprinzip:
1. Den Weg der geringsten Verarbeitungskosten einschlagen
2. Hypothesen über den Input in Zugänglichkeitsreihenfolge testen
3. Anhalten, wenn Relevanzerwartungen erfüllt sind

Die Hypothesen in Schritt 2 sind dabei gegliedert in
- Hypothesen zum expliziten Inhalt oder Explikaturen (explicatures)
- Kontextuelle Annahmen (implicated premises)
- Kontextuelle Schlüsse (implicated conclusions)

Das Verstehen ist ein Online-Prozess, weswegen diese Hypothesenbildungsverfahren nicht nacheinander oder geordnet abfolgen, sondern spontan auftreten. Ein Beispiel für einen relevanzgesteuerten Inferenzprozess wäre z. B.:
1. Hintergrund: John schuldet Mary Geld, wovon Peter weiß. Peter und Mary treffen sich und Peter fragt, ob John ihr das Geld schon zurückgezahlt hat.
2. Mary antwortet. "Er hat vergessen, zur Bank zu gehen"
3. Peter muss nun nach Relevanzkriterien Marys Antwort verarbeiten:
  1. 'Er? hat vergessen zur Bank1/Bank2 zu gehen' – "Er" ist dabei uninterpretiertes Pronomen, Bank1/Bank2 drückt die lexikalische Ambiguität von Bank-Finanzinstitut und Bank-Sitzgelegenheit aus.
  2. Zu vergessen, zur Bank1 (Finanzinstitut) zu gehen, kann dazu führen, dass man Geld nicht zurückzahlen kann. – Die Auflösung der Ambiguität ist dabei eine kontextuelle Annahme.
  3. John hat vergessen zur Bank1 zu gehen. – Die Auflösung der Anapher "Er" zu John ist eine Explikatur von Marys Aussage.
  4. John konnte Mary das Geld nicht zurückzahlen, weil er vergessen hat, zur Bank1 zu gehen. – Inferiert aus den letzten beiden Schritten und damit ein kontextueller Schluss.

Frühestens an dieser Stelle hat John nach den Relevanzprinzipien für Marys Antwort einen ausreichenden Bezug zum Gesprächszusammenhang hergestellt.

## Kritik
Kritisiert wird an der Relevanztheorie unter anderem, wie die Definitionen von Relevanz, Verarbeitungskosten und kognitivem Effekt genau zusammenhängen. Um einen kognitiven Effekt einzuschätzen, werden die Relevanzprinzipien selbst zu Rate gezogen. Damit ergibt sich eine zirkuläre Definition von Relevanz, da sie ihre eigene Erklärungsgrundlage ist. Die Behauptung, sowohl ein kognitiver Effekt als auch seine Verarbeitungskosten seien nicht absolut, sondern nur intuitiv messbar, wird einerseits selbst kritisiert, stellt aber gleichzeitig auch einen Versuch dar, noch einen weiteren Kritikpunkt abzuschwächen: Wie kann man die konkreten Verarbeitungskosten für einen kognitiven Effekt kennen bzw. wie kann man wissen, welche Verarbeitungskosten am geringsten sind, wenn man noch gar nichts verarbeitet hat?
Kritik richtet sich auch an den Inferenzmechanismus der Relevanztheorie; So geben die Autoren zwar ein grundlegendes formales Deduktionssystem vor, versäumen es aber, dessen Eigenschaften genauer zu untersuchen. An anderer Stelle wird dieser deduktive Mechanismus als unzureichend eingestuft, alle kontextabhängigen Bedeutungsnuancen einfangen zu können, was für ein Modell menschlicher Kognition problematisch ist.